# Detector de envolvente

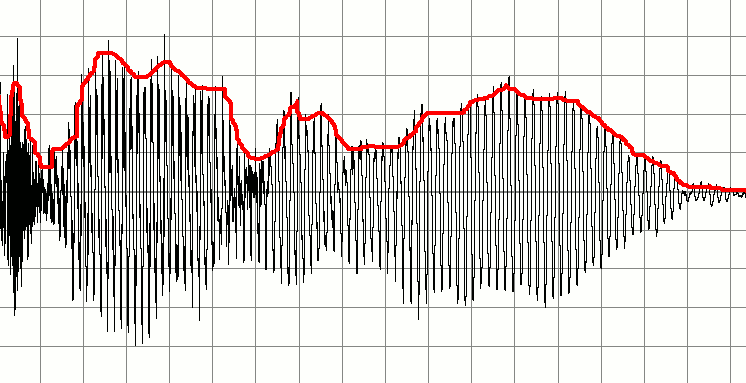
Una señal y su envolvente marcada en rojo.

Un circuito sencillo de demodulador de envolvente.

Un detector de envolvente es un circuito eléctrico que tiene como entrada una señal de alta frecuencia, y como salida la envolvente de la señal de entrada. El condensador en el circuito de la imagen almacena carga cuando la señal de entrada crece, y se descarga muy lentamente a través del resistor cuando ésta decrece. El diodo conectado en serie asegura que la corriente no circule en sentido contrario hacia la entrada del circuito.
La mayoría de los detectores de envolvente prácticos usan rectificación de media onda o de onda completa de la señal para convertir la entrada de AC de audio en la señal de DC de pulsos. Luego se usa filtrado para alisar el resultado final. Dicho filtrado rara vez es perfecto, y normalmente queda rizado en el seguidor de envolvente de salida, en particular con entradas de baja frecuencia, como por ejemplo notas de un bajo. Más filtrado brinda resultados más alisados, pero disminuye la respuesta del diseño, por lo que soluciones reales crean una solución de compromiso.

## Definición de la envolvente
Cualquier señal de AM o FM puede escribirse como sigue:
{\displaystyle x(t)=R(t)\cos(\omega t+\phi (t))\,}
En el caso de AM, φ(t), la fase de la señal, es constante y puede ignorarse, por lo que toda la información en la señal está contenida en R(t), llamada la envolvente de la señal. De esta manera, una señal de AM está dada por la ecuación:
{\displaystyle x(t)=\left[C+m(t)\right]\cos(\omega t)\,}
con m(t) representando el mensaje de frecuencia de audio original, C la amplitud de la portadora, y R(t) es igual a C + m(t). Así, si la envolvente de una señal de AM puede extraerse, el mensaje original puede recuperarse.

## Diodo detector
El detector de envolvente más sencillo es el diodo detector que se muestra en la imagen. Un diodo detector es simplemente un diodo entre la entrada y la salida de un circuito, conectado a una resistencia y a un condensador en paralelo de la salida del circuito a tierra. Si la resistencia y el condensador se eligen de manera correcta, la salida de este circuito debería aproximarse a una versión corrida en tensión de la señal original. 
Para evitar ciertos efectos negativos, los componentes del circuitos deben cumplir algunas reglas. Para evitar el efecto de separación diagonal, se debe cumplir que:
{\displaystyle RC\leq {\frac {1}{\omega _{m}}}{\sqrt {\frac {1-m^{2}}{m}}}}
donde {\displaystyle m} es el índice de modulación, y {\displaystyle \omega _{m}} es la pulsación de la señal moduladora (mensaje). 
Para el ataque a la etapa de amplificación y audio, se debe agregar un condensador serie para filtrar la componente de DC. En este caso, para evitar el efecto de clipping, se debe cumplir que:
{\displaystyle m\leq {\frac {|Z|}{R}}}
donde Z es la impedancia del conjunto paralelo de R, C y, en su caso, la resistencia de carga {\displaystyle R_{L}} del demodulador.